# Geiselnahme im Moskauer Dubrowka-Theater
Bei der Geiselnahme im Moskauer Dubrowka-Theater am 23. Oktober 2002 brachten 40 bis 50 bewaffnete Personen, die sich selbst der separatistischen Bewegung Tschetscheniens zurechneten, 850 Menschen in ihre Gewalt und verlangten den Rückzug der russischen Truppen aus Tschetschenien.
Nachdem die Geiselnahme in Moskau bereits zweieinhalb Tage angedauert hatte, pumpten Spezialeinheiten des russischen Inlandsgeheimdiensts FSB eine Gasmischung aus Carfentanyl und Remifentanil in das Ventilationssystem des Theaters und stürmten das Gebäude Minuten später. Die betäubten Terroristen wurden an Ort und Stelle von den Spezialeinheiten durch Kopfschüsse getötet. 130 Geiseln starben, 5 durch die Geiselnehmer, 125 aufgrund unzureichender medizinischer Behandlung an den Folgen des Gaseinsatzes.

## Geiselnahme
Die Geiselnahme fand im Dubrowka-Theater statt, ungefähr vier Kilometer südöstlich des Kreml. Während des zweiten Aktes einer ausverkauften Vorstellung des Musicals Nord-Ost fuhren um 21:05 Uhr Ortszeit 40 bis 50 schwer bewaffnete und maskierte Männer und Frauen mit einem Bus zum Theater, stürmten die Vorstellung und schossen mit Sturmgewehren in die Luft.
Die maskierten Angreifer, die sich als Tschetschenen identifizierten, nahmen Darsteller und Besucher als Geiseln, insgesamt mehr als 850 Menschen. Unter den Geiseln war auch ein General des russischen Innenministeriums. Einige Darsteller konnten durch ein offenes Fenster im hinteren Teil des Theaters fliehen und die Polizei rufen. Insgesamt konnten etwa 90 Menschen aus dem Gebäude flüchten oder sich verstecken. Sie berichteten unter anderem von der ungewöhnlichen Tatsache, dass viele der Angreifer Frauen waren (siehe Smertnizy).
Die Anführer der Angreifer, die sich als Selbstmordattentäter der 29. Division bezeichneten, erklärten den Geiseln, dass sie keinen Groll gegen anwesende Ausländer hätten, und versprachen jeder Geisel, die einen ausländischen Reisepass zeigen konnte, die Freilassung. Ungefähr 75 ausländische Geiseln aus 14 Ländern, darunter Australien, Deutschland, den Niederlanden, der Ukraine, dem Vereinigten Königreich und den Vereinigten Staaten waren anwesend. Die russischen Vermittler lehnten dieses Angebot jedoch ab und forderten, dass alle Geiseln unabhängig von ihrer Nationalität befreit werden müssten.

## Forderungen
Die Angreifer wurden von Mowsar Barajew, einem Neffen des getöteten tschetschenischen Milizkommandanten Arbi Barajew, angeführt. Er drohte, die Geiseln zu töten, wenn die russischen Truppen nicht sofort und bedingungslos aus Tschetschenien zurückgezogen würden. Es wurde eine Frist von einer Woche gesetzt, danach würde mit der Tötung der Geiseln begonnen. Zunächst erklärten die russischen Behörden wahrheitswidrig, die Angreifer würden die Zahlung von „enormen Mengen“ von Lösegeld verlangen.
Ein Videoband wurde den Medien zugespielt, in denen die Terroristen ihren Willen erklärten, für ihre Sache zu sterben. In ihrem Statement erklärten sie, dass Russland den Tschetschenen das Recht auf ihre eigene Nation genommen habe und dass sie dieses Recht, welches ihnen Allah gegeben habe, zurückerobern wollten. Sie hätten sich entschieden, hier in Moskau zu sterben.
Nach Angaben von Sergei Jastrschembski, einem Berater des Kremls, verlangten die Terroristen neben dem Rückzug der russischen Truppen aus Tschetschenien auch den Stopp der Verwendung von Artillerie und Luftwaffe ab dem nächsten Tag. Zur Zeit der Geiselnahme lagen die durchschnittlichen Verluste der russischen Armee bei drei Soldaten täglich.

## Geiselkrise
Handygespräche zwischen den Geiseln im Gebäude und deren Familienangehörigen enthüllten, dass die Geiselnehmer mit Handgranaten, Minen und improvisierten Sprengladungen ausgestattet waren, die teilweise direkt an ihre Körper geschnallt waren, andere Sprengsätze waren im Theater verteilt. Der Großteil der Sprengsätze stellte sich im Nachhinein als Attrappen heraus, die anderen hatten keine Detonatoren oder Batterien. Die Angreifer verwendeten arabische Namen, die Frauen unter ihnen trugen arabische Burkas, die eigentlich im Nordkaukasus sehr unüblich sind.
Ein Sprecher von Aslan Maschadow, dem Anführer der tschetschenischen Separatisten, erklärte, er habe keine Information über die Identität der Angreifer und verurteile Angriffe auf Zivilisten. Der pro-russische islamische Führer Tschetscheniens verurteilte den Angriff ebenfalls.
Die Geiseln wurden im Zuhörersaal festgehalten, der Orchestergraben wurde als Toilette verwendet. Die Situation für die Geiseln im Theater war unterschiedlich und änderte sich schnell mit der wechselnden Stimmung der Geiselnehmer, die die Berichterstattung in den Medien mitverfolgten. Die Geiselnehmer erlaubten den Geiseln, Telefongespräche mit ihren Mobiltelefonen zu führen. Eine der Geiseln bat die Behörden, das Gebäude nicht zu stürmen, nachdem das Theater bald von einer großen Anzahl von Polizisten, Soldaten und gepanzerten Fahrzeugen umstellt worden war.

### 23. Oktober
Die Angreifer ließen nach wenigen Stunden etwa 150 bis 200 Geiseln frei. Dabei handelte es sich um Kinder, schwangere Frauen, Muslime, einen Teil der Ausländer und Menschen, die medizinische Versorgung brauchten. Zwei Frauen gelang es zu flüchten. Die Angreifer drohten, für jeden von russischen Sicherheitskräften getöteten Geiselnehmer zehn Geiseln zu töten.
Eine junge Frau, Olga Romanowa (26), schaffte es, die Polizeisperren zu durchbrechen und das Theater zu betreten. Sie trat den Geiselnehmern entgegen und drängte die Geiseln dazu, sich gegen die Angreifer aufzulehnen. Die Geiselnehmer vermuteten, sie sei Agentin des russischen Inlandsgeheimdienstes FSB, führten sie weg und erschossen sie. Ihre Leiche wurde später von einem russischen Sanitäterteam geborgen; die Moskauer Polizei bezeichnete sie zunächst fälschlicherweise als die Leiche einer Geisel, die bei einem Fluchtversuch gestorben sei.

### 24. Oktober
Die russische Regierung bot den Geiselnehmern an, in ein beliebiges drittes Land zu fliehen. Die Geiseln appellierten an Präsident Putin, die Kampfhandlungen in Tschetschenien einzustellen und das Theater keinesfalls zu stürmen. Wegen der Krise brach Putin eine internationale Reise ab, bei der Treffen mit dem US-Präsidenten Bush und anderen politischen Führungspersonen der Welt vorgesehen waren.
Bekannte öffentliche und politische Personen wie Aslambek Aslachanow, Irina Chakamada, Ruslan Chasbulatow, Iossif Kobson, Boris Nemzow und Grigori Jawlinski waren in die Verhandlungen mit den Geiselnehmern einbezogen. Der frühere Präsident der Sowjetunion, Gorbatschow, erklärte ebenfalls seine Bereitschaft, als Vermittler zu fungieren. Die Geiselnehmer forderten gleichzeitig, dass Repräsentanten des Internationalen Roten Kreuzes und der Ärzte ohne Grenzen zum Theater kämen, um Verhandlungen zu führen.
Konstantin Wassiljew, ein Oberst des FSB, versuchte über eine Terrasse ins Theater zu gelangen, wurde jedoch von den Geiselnehmern entdeckt und erschossen.
Nach Angaben des FSB wurden 39 Geiseln an diesem Tag von den Rebellen freigelassen, die Drohung, dass Geiseln erschossen werden würden, wenn Russland ihre Forderungen nicht ernst nehme, wurde wiederholt. Verhandlungen über die Freilassung von nicht-russischen Geiseln wurden von verschiedenen Botschaften geführt; die tschetschenischen Geiselnehmer versprachen, alle Ausländer freizulassen. Sie erklärten außerdem, sie seien bereit, 50 russische Geiseln freizulassen, wenn Achmad Kadyrow, Chef der russischen Verwaltungsbehörde in Tschetschenien, zum Theater käme. Kadyrow war dazu aber nicht bereit.
In der Nacht brach eine Heißwasserleitung und überflutete das Erdgeschoss des Theaters. Die Geiselnehmer nannten dies eine Provokation; eine Vereinbarung über die Reparatur des Rohrs konnte nicht getroffen werden. Später stellte sich heraus, dass das Kanalisationssystem von russischen Spezialeinheiten dazu verwendet worden war, Abhörgeräte nahe genug am Theater zu platzieren.

### 25. Oktober
Über den nächsten Tag hinweg nahmen die Journalisten Anna Politkowskaja, Sergei Goworuchin und Mark Franchetti sowie die Politiker Jewgeni Primakow, Ruslan Auschew und Aslambek Aslakhanov an den Verhandlungen mit den Geiselnehmern teil. Die tschetschenischen Rebellen verlangten, mit offiziellen Repräsentanten von Präsident Putin zu verhandeln.
Verwandte der Geiseln führten gleichzeitig mehrere Antikriegsdemonstrationen außerhalb des Theaters und im Zentrum Moskaus an.
Die Geiselnehmer willigten ein, 75 ausländische Bürger in Anwesenheit von diplomatischen Repräsentanten ihrer Länder freizulassen. Jedoch bestanden die russischen Behörden darauf, dass die Rebellen die Geiseln nicht in ausländische und russische Bürger einteilen dürften. Stattdessen ließen die Rebellen morgens sieben weitere russische Bürger sowie mittags acht weitere Kinder im Alter zwischen 7 und 13 Jahren ohne Bedingungen frei. Nach einem Treffen mit Putin bot der Leiter der FSB Nikolai Patruschew den Geiselnehmern an, ihr Leben zu verschonen, wenn sie die übrigen Geiseln unverletzt freiließen.
Eine Gruppe russischer Ärzte, angeführt von Leonid Roschal, betrat das Theater, um Medikamente zu liefern. Sie erklärten danach, dass die Geiseln weder geschlagen noch bedroht würden. Die meisten der Geiseln seien ruhig, lediglich zwei oder drei seien hysterisch. Essen, warme Kleidung und Medikamente wurden vom Roten Kreuz geliefert.
Journalisten des russischen Fernsehkanals NTW führten ein Interview mit Mowsar Barajew, Anführer der Geiselnehmer, in dem dieser der russischen Regierung eine Nachricht zukommen ließ: „Wir haben nichts zu verlieren. Wir haben durch unser Kommen bereits 2.000 Kilometer hinter uns. Es gibt keinen Weg zurück…wir sind hierher gekommen, um zu sterben. Unser Motto ist „Freiheit und Paradies“. Wir haben bereits Freiheit, nachdem wir hier nach Moskau gekommen sind. Nun wollen wir im Paradies sein.“ Er erklärte ebenfalls, dass die Gruppe nicht nach Moskau gekommen war, um Geiseln zu töten oder mit russischen Spezialeinheiten zu kämpfen, da sie bereits genug in Tschetschenien über die Jahre gekämpft hätten: „Wir sind hier mit einem konkreten Ziel – dem Krieg ein Ende zu setzen, und das ist es.“
Um 21:55 Uhr wurden vier weitere Geiseln aus Aserbaidschan freigelassen. Nach einer Vereinbarung sollten am nächsten Morgen Bürger der USA und Kasachstan freigelassen werden. Barajew erklärte ferner, dass er die übrigen Kinder am Morgen freilassen könnte.
Nach der Abenddämmerung lief ein Mann namens Gennadi Wlach durch die Polizeisperren zum Theater und erklärte, dass sein Sohn unter den Geiseln sei. Dies schien aber nicht der Fall zu sein, der Mann wurde von den Geiselnehmern weggeführt und erschossen. Der FSB bestätigte nicht, einen Agenten verloren zu haben. Zehn Minuten später stürmte ein weiterer Mann in dieselbe Richtung, kehrte jedoch unverletzt zurück.
Gegen Mitternacht kam es im Theater zu einer kurzen Schießerei. Eine Geisel lief über mehrere Theaterstühle zu einer Rebellin, die neben einem größeren Sprengsatz saß. Ein Geiselnehmer eröffnete das Feuer auf die Geisel und schoss daneben, traf jedoch zwei weitere Geiseln, eine davon wurde schwer verletzt, die zweite tödlich getroffen. Die beiden wurden bald danach aus dem Gebäude gebracht.

### 26. Oktober
Während der Nacht bat Achmed Sakajew, der vom Separatistenführer Aslan Maschadow zum tschetschenischen Außenminister ernannt wurde, die „Extremisten“, von „überstürzten“ Schritten abzusehen. Die Geiselnehmer erzählten der BBC, dass ein Repräsentant von Präsident Putin am nächsten Tag zu Gesprächen zum Theater kommen werde. Der Kreml kündigte an, General Wiktor Kasanzew zu schicken, den früheren Kommandanten der russischen Truppen in Tschetschenien, obwohl Kasanzew weder in Moskau war, noch die Absicht hatte, an Verhandlungen teilzunehmen.
Zwei Mitglieder der russischen ALFA-Spezialeinheit wurden schwer verletzt, als sie sich zwischen tschetschenischen Rebellen und russischen Kräften bewegten und von einer Granate, die aus dem Gebäude abgefeuert wurde, getroffen wurden. Der Moskauer Polizeichef Wladimir Pronin machte die Medien für das Auffliegen der Truppenbewegungen verantwortlich. Doch nach den Angaben eines Offiziers der russischen Spezialeinheiten wurde die undichte Stelle von der russischen Regierung kontrolliert: „Wir ließen die Information, dass ein Sturmangriff um drei in der Früh geschehen würde, durchsickern. Die [tschetschenischen] Kämpfer waren vorbereitet. Sie begannen zu feuern, aber da war kein Sturmangriff. Dann kam eine natürliche Reaktion – Entspannung. Und um fünf Uhr früh stürmten wir das Theater.“

## Sturmangriff
Am frühen Morgen des 26. Oktober 2002 umstellten und stürmten bewaffnete und maskierte Truppen verschiedener russischer Spezialeinheiten (Antiterroreinheiten des FSB, ALFA und Wympel) das Theater.
Vertreter der Regierung behaupteten zunächst, dass der Sturmangriff durch Geiselerschießungen der Geiselnehmer ausgelöst worden sei. Ein Sprecher der Regierung behauptete später, dass Geiseln versucht hätten, aus dem Theater zu fliehen, und dabei Sprengfallen ausgelöst hätten, woraufhin Schusswechsel zwischen russischen Spezialeinheiten und den Rebellen ausgebrochen seien. Der stellvertretende Innenminister Wladimir Wassiljew behauptete, dass der Sturmangriff aufgrund einer Panik unter den Geiseln gestartet worden sei, die nach der Exekution zweier weiblicher Geiseln ausgebrochen sei.
Andere Quellen sprechen davon, dass der Sturmangriff seit dem 23. Oktober geplant wurde und die als Grund genannten Schusswechsel etwa drei Stunden vor der tatsächlichen Erstürmung stattfanden.
Da es keine offizielle Untersuchung der Begebenheiten gab, ist die genaue Kette der Ereignisse unklar; es gab widersprüchliche Berichte und Zeugenaussagen.

### Gasangriff
Etwa gegen 5 Uhr gingen die aufgestellten Suchscheinwerfer, die den Haupteingang des Theaters beleuchteten, aus.
Ein unbekanntes Gas wurde ins Theater eingeleitet. Viele Geiseln dachten zunächst, dass das Gas Rauch von einem Feuer sei. Kurz darauf wurde es sowohl Geiseln als auch Geiselnehmern klar, dass Gas in das Gebäude gepumpt worden war.
Verschiedene Berichte sprechen davon, dass es entweder direkt durch das Belüftungssystem des Theaters oder durch ein eigens für den Angriff gemachtes Loch in der Wand eingeleitet wurde, oder dass es unter der Bühne hervor gekommen sei.
Es wird vermutet, dass ein anästhetisches Aerosol, bestehend aus starken Opioiden in Verbindung mit Halothan, verwendet wurde. Ein Labor in Porton Down, Großbritannien, konnte Spuren von Carfentanyl und Remifentanil an der Kleidung von Betroffenen, sowie den Metaboliten nor-Carfentanil in deren Urinproben nachweisen. Dieses Gemisch hat einen dämpfenden Effekt auf den Atemreflex, der bis zum Stillstand führen kann.
Unter den Geiseln brach Panik aus. Eine Journalistin, die sich unter den Geiseln befand, rief die Radiostation Echo Moskwy an und berichtete in einem Live-Interview, dass die Befreiungsoperation mit einem Gasangriff eingeleitet worden sei. Sie erzählte, dass die Geiselnehmer den Tod der Geiseln nicht gewollt hätten, die Regierung aber entschieden habe, niemanden im Theater am Leben zu lassen.

### Erstürmung

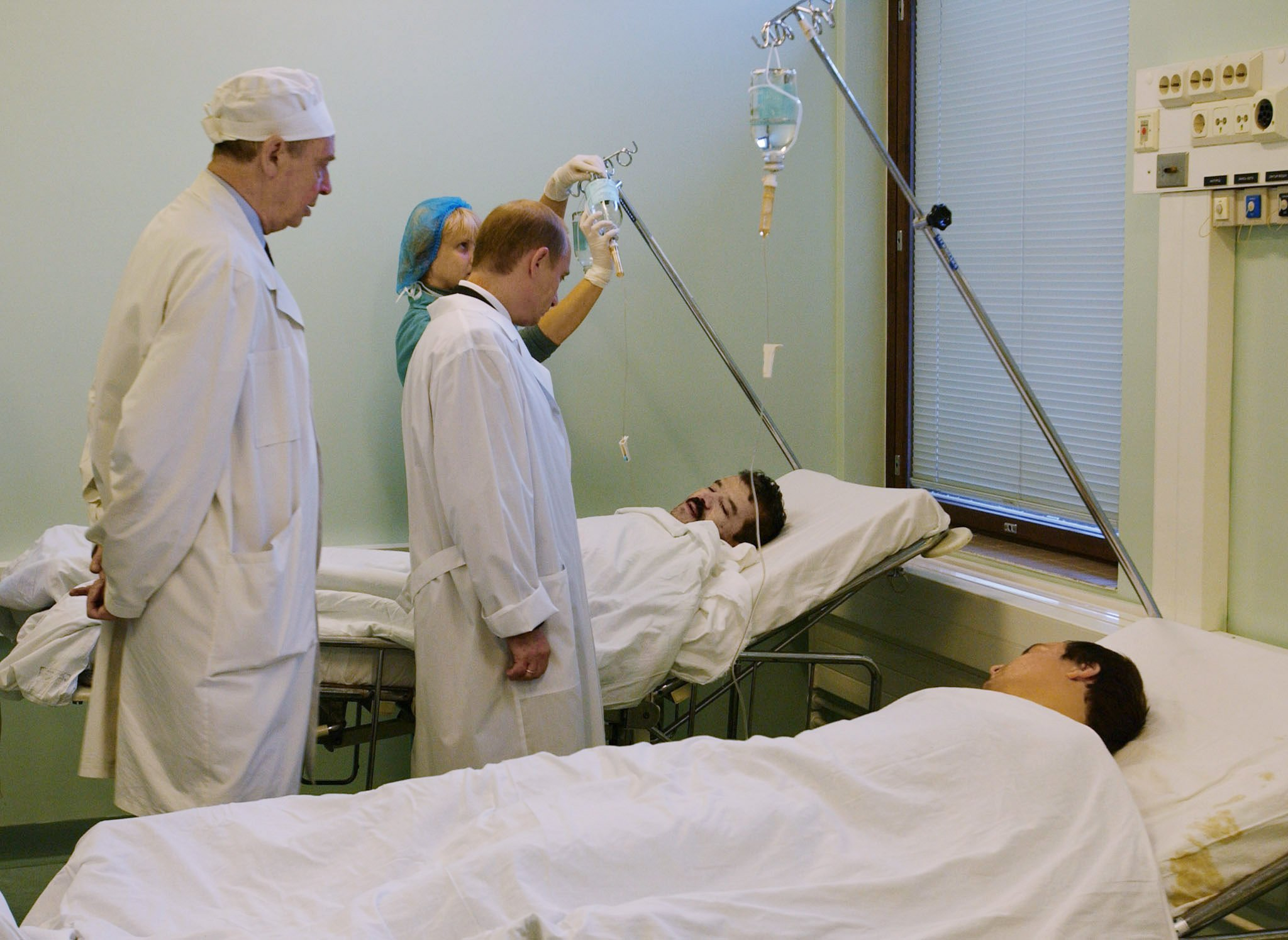
Präsident Putin besucht verletzte Geiseln im Krankenhaus, 26. Oktober 2002

Die Geiselnehmer, die teilweise mit Gasmasken ausgerüstet waren, setzten weder ihre Sprengsätze ein, noch eröffneten sie das Feuer auf die Geiseln, als der Sturmangriff begann. Stattdessen feuerten die Geiselnehmer blindlings auf die russischen Positionen außerhalb des Theaters. Nach 30 Minuten begann der direkte Sturmangriff. Die russischen Spezialeinheiten betraten das Gebäude durch mehrere Eingänge, unter anderem durch den Keller, über das Dach und schließlich auch durch den Haupteingang.
Als die Schusswechsel begannen, befahlen die Rebellen den Geiseln, sich in ihren Theatersitzen nach vorne zu lehnen und ihre Köpfe mit den Sitzen zu schützen. Geiseln berichteten, dass einige der Geiselnehmer Gasmasken aufsetzten und viele andere bewusstlos wurden. Mehrere weibliche Geiselnehmer liefen zum Balkon, wurden aber auf dem Weg dorthin ohnmächtig. Auch mehrere Mitglieder der Spezialeinheiten wurden vom Gas bewusstlos, darunter zwei ALFA-Angehörige. Der stellvertretende Bürgermeister Moskaus, der den Tatort besichtigte, musste wegen Vergiftungserscheinungen behandelt werden.
Nach eineinhalb Stunden sporadischer Schusswechsel sprengten die russischen Spezialeinheiten die Türen zur Halle und stürmten den Zuhörerraum. Nach kurzen Kämpfen waren alle Rebellen, die noch bei Bewusstsein waren, erschossen. Anschließend wurden auch die durch das Gas bewusstlos gewordenen Geiselnehmer mit Kopfschüssen getötet.
Nach Angaben der russischen Regierung dauerten Kämpfe in anderen Teilen des Theaters noch über eine halbe Stunde an. Ursprüngliche Berichte gaben an, dass drei Geiselnehmer gefangen genommen wurden (auch BBC berichtete, dass eine „Handvoll von überlebenden Kämpfern in Handschellen weggeführt wurden“) und zwei Rebellen fliehen konnten. Später berichteten die russischen Behörden, dass alle Geiselnehmer im Sturmangriff getötet wurden.

## Nachwirkungen
Am 20. Dezember 2011 gab der Europäische Gerichtshof für Menschenrechte in einer Klage von 64 ehemaligen Geiseln gegen den russischen Staat den Klägern teilweise Recht und verpflichtete Russland zu Schadensersatzzahlungen zwischen 9.000 und 64.000 Euro pro Kläger. In der Urteilsbegründung hieß es unter anderem, die Befreiungsaktion sei unsachgemäß verlaufen, was die hohe Opferzahl verursacht hätte.
Anfang November 2012 urteilte das Moskauer Bezirksgericht, dass Russland eine Untersuchung gegen Beamte einleiten muss, die für die umstrittene Rettungsaktion verantwortlich sind. Die bisherige Weigerung der Ermittlungskommission, das Handeln der Verantwortlichen zu untersuchen, ist nach Angaben des Bezirksgerichts unrechtmäßig.

## Verarbeitung in Drama und Film
- Der Schauspieler und Dramatiker Torsten Buchsteiner schildert die Ereignisse der Geiselnahme in dem Theaterstück Nordost.
- Die Dokumentarfilm-Fernsehserie Critical Situation („kritische Situation“) des US-amerikanischen Fernsehsenders National Geographic widmete 2007 ihre 8. Episode, Moscow siege, diesem Ereignis. Die deutschsprachige Erstausstrahlung folgte 2009 durch den National Geographic Channel unter dem Titel Das Geiseldrama von Moskau.[39]